# Abandoibarra

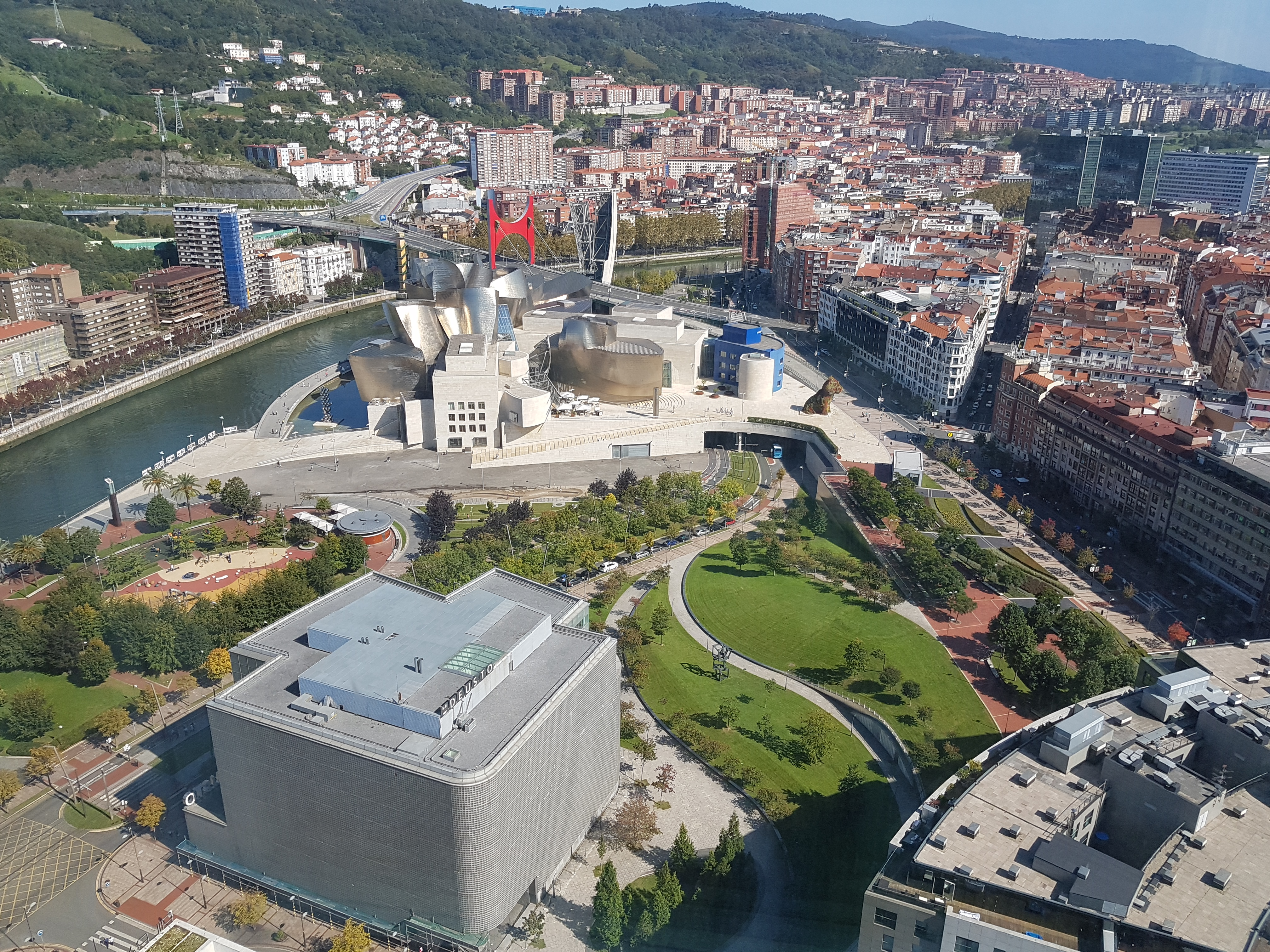
Panorámica de Abandoibarra desde la torre Iberdrola.

Abandoibarra (en euskera, Abando e ibar, "vega de Abando") es una zona de la villa de Bilbao ubicada junto a la ría en el barrio de Abando. Tras el proceso de desindustrialización vivido por la villa desde mediados de la década de 1990, Abandoibarra se constituyó en el eje central de la regeneración urbana de la ciudad, continuándose hoy día en Zorrozaurre.

## Historia

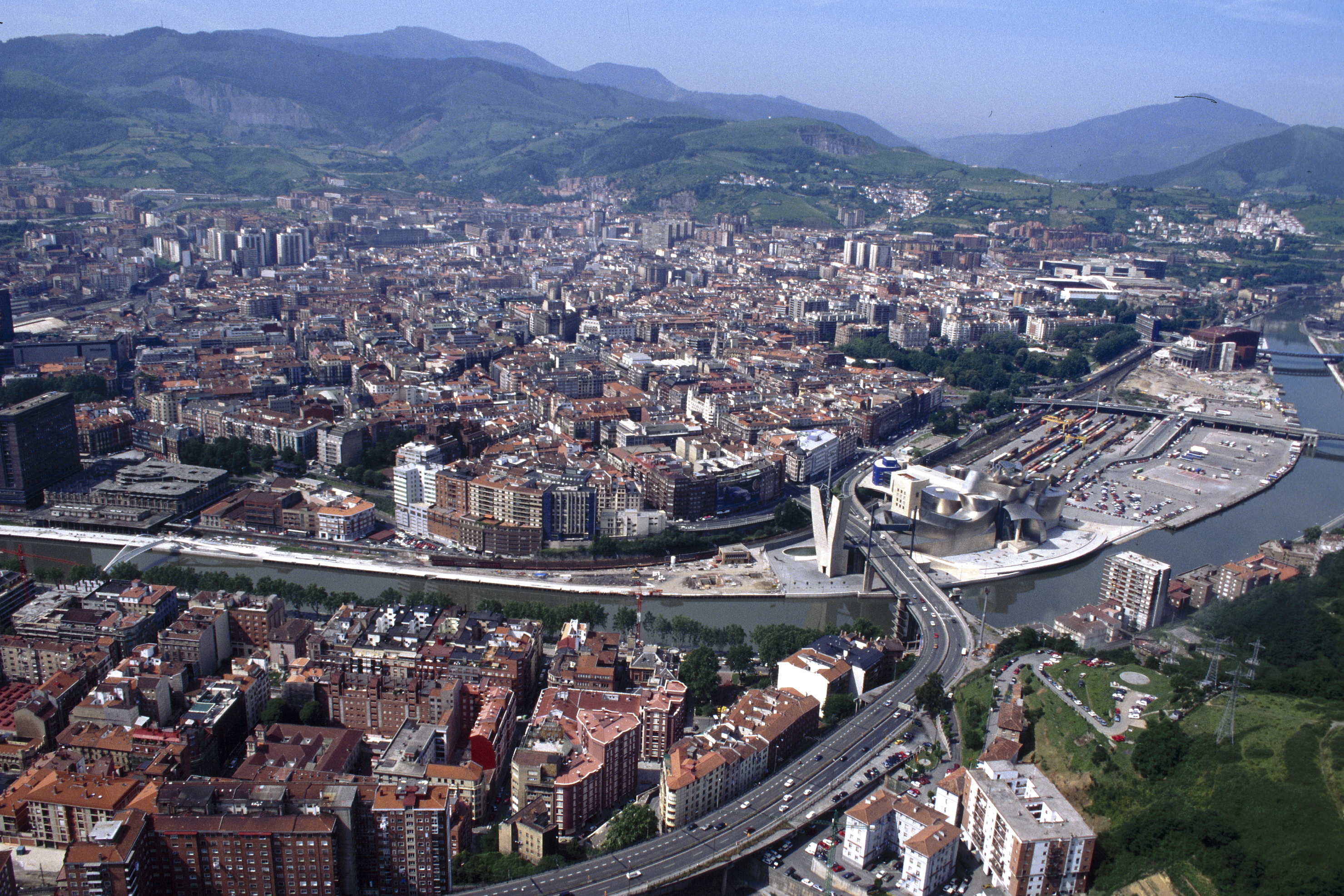
Abandoibarra en construcción, 1998.

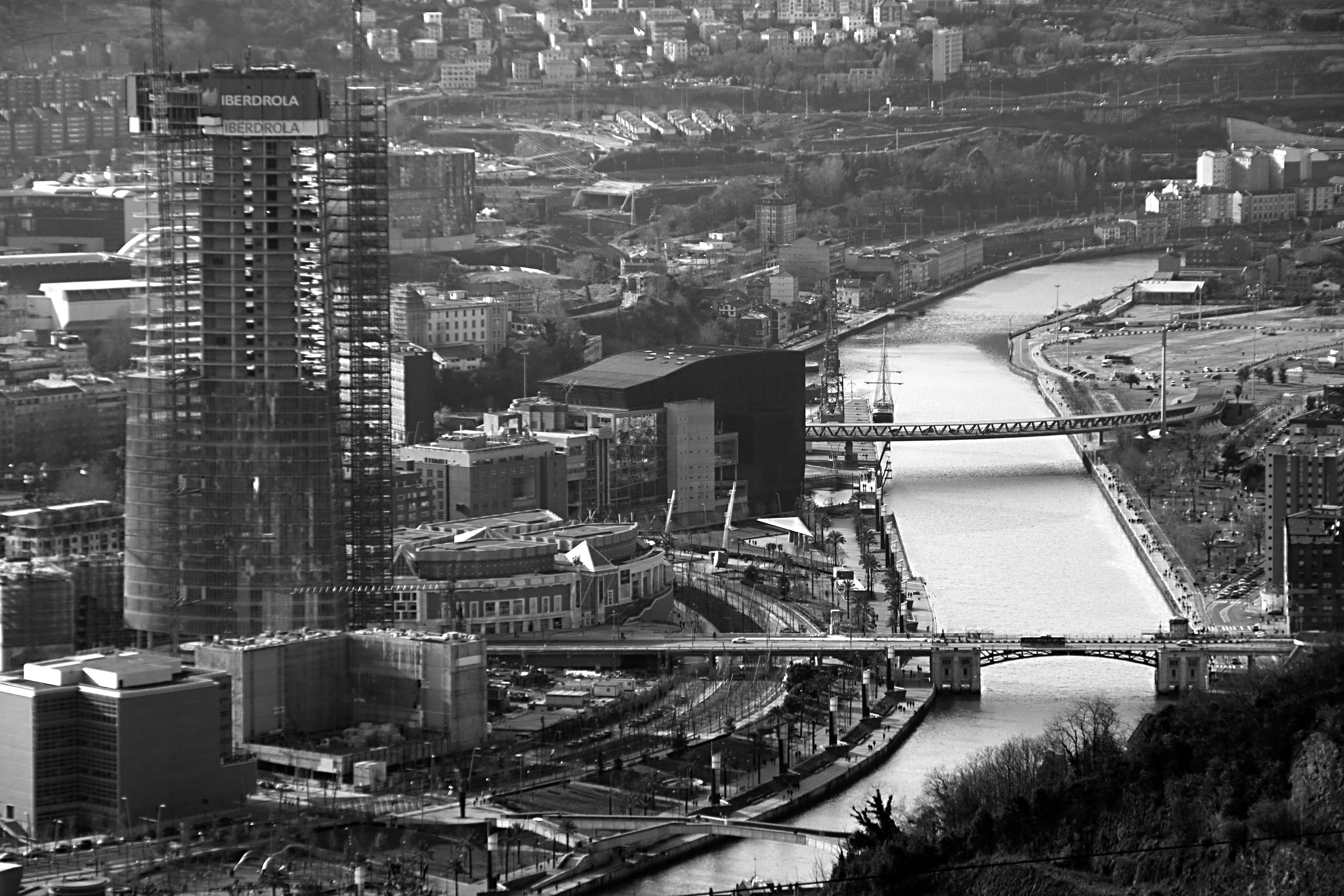
Abandoibarra en construcción, 2010.

Abandoibarra ha sido la zona industrial de Bilbao, donde se situaban astilleros y otras empresas relacionadas con el sector industrial. Los Astilleros Euskalduna ocuparon la gran mayoría de la zona durante años. Además, en esta zona también se encontraban los talleres y almacenes de Renfe, repletos de contenedores de mercancías con destino al puerto de Bilbao. Con la crisis industrial, la actividad en Abandoibarra fue decreciendo hasta parar completamente.
Como cabe esperar, la zona de Abandoibarra quedó muy degradada a consecuencia de los usos industriales que durante muchos años caracterizaron esta parte de Bilbao. Desde entonces se empezó a rehabilitar y actualmente todos los espacios han sido renovados haciendo de Abandoibarra una zona de servicios y ocio.
Gran parte del trabajo en Abandoibarra lo ha realizado la sociedad Bilbao Ría 2000, que en distintas fases ha ido renovando toda la zona dando lugar a una nueva Abandoibarra, símbolo hoy día de la transformación de Bilbao.
Así, las actuaciones más importantes de dicha transformación han sido la ampliación del parque de Doña Casilda, la apertura de la avenida Abandoibarra, la calle Lehendakari Leizaola, el paseo Eduardo Victoria de Lecea, la calle Ramón Rubial y la avenida de las Universidades, la construcción de las escaleras y ascensor Abandoibarra / Puente de Deusto, la apertura del tranvía de Bilbao, el parque de Ribera, la pasarela Pedro Arrupe, el paseo de la Memoria... además de numerosos edificios.
Así, la zona es ahora una de las más turísticas de Bilbao.

## Edificios
En Abandoibarra se han construido numerosos edificios de gran importancia para Bilbao, como los siguientes:
- Isozaki Atea (arquitecto Arata Isozaki).
- Edificio Museoalde (Agvar Arquitectos y Axis Arquitectura y Urbanismo).
- Museo Guggenheim Bilbao (arquitecto Frank Gehry).
- Biblioteca de la Universidad de Deusto (arquitecto Rafael Moneo).
- Bizkaia Aretoa (arquitecto Álvaro Siza).
- Torre Iberdrola (arquitecto César Pelli).
- Bloque de viviendas de Eugenio Aguinaga.
- Bloques de viviendas de Carlos Ferrater.
- Edificio Etxargi de César Portela.
- Edificio Artklass de Rob Krier.
- Residencial Parkeder (arquitectos Iskander Atutxa y Jon Urrutikoetxea).
- Viviendas en la calle Lehendakari Leizaola (arquitecto Luis Peña Ganchegui).
- Hotel Meliá Bilbao (arquitecto Ricardo Legorreta Vilchis).
- Centro Comercial Zubiarte (arquitecto Robert Stern).
- Plaza Euskadi (arquitecta Diana Balmori).
- Palacio Euskalduna (arquitecto Federico Soriano y arquitecta Dolores Palacios).

Cinco puentes o pasarelas conectan el área de Abandoibarra con la margen derecha de la ría. En orden a la desembocadura de la misma serían:
- Zubizuri.
- Puente de La Salve.
- Pasarela Pedro Arrupe.
- Puente de Deusto.
- Puente Euskalduna.

| Edificio                                             | Entidad                         | Arquitecto/s                                      | Imagen |
| ---------------------------------------------------- | ------------------------------- | ------------------------------------------------- | ------ |
| Isozaki Atea y Zubizuri                              |                                 | Arata Isozaki y Santiago Calatrava                |        |
| Edificio Museoalde                                   |                                 | Agvar Arquitectos y Axis Arquitectura y Urbanismo |        |
| Museo Guggenheim Bilbao                              | Fundación Solomon R. Guggenheim | Frank Gehry                                       |        |
| Biblioteca de la Universidad de Deusto               | Universidad de Deusto           | Rafael Moneo                                      |        |
| Bizkaia Aretoa                                       | Universidad del País Vasco      | Álvaro Siza                                       |        |
| Torre Iberdrola                                      | Iberdrola                       | César Pelli                                       |        |
| Viviendas Aguinaga                                   |                                 | Eugenio Aguinaga                                  |        |
| Viviendas Ferrater                                   |                                 | Carlos Ferrater                                   |        |
| Edificio Etxargi                                     |                                 | César Portela                                     |        |
| Edificio Artklass                                    |                                 | Robert Krier                                      |        |
| Residencial Parkeder                                 |                                 | Iskander Atuxa y Jon Urrutikoetxea                |        |
| Bloque de viviendas en la calle Lehendakari Leizaola |                                 | Luis Peña Ganchegui                               |        |
| Hotel Meliá Bilbao                                   | Sol Meliá                       | Ricardo Legorreta Vilchis                         |        |
| Centro Comercial Zubiarte                            |                                 | Robert Stern                                      |        |
| Plaza Euskadi                                        |                                 | Diana Balmori                                     |        |
| Palacio Euskalduna                                   |                                 | Federico Soriano y Dolores Palacios               |        |

## Comunicaciones
La zona está comunicada principalmente por tranvía, con varias estaciones de la Línea A de EuskoTran:
- Estación de Euskalduna
- Estación de Abandoibarra
- Estación de Guggenheim
- Estación de Uribitarte